# 28. rozdanie nagród Złotych Malin
Złote Maliny przyznane za rok 2007
| Kategoria                                 | Dla                                                                | Za                                                                               |
| ----------------------------------------- | ------------------------------------------------------------------ | -------------------------------------------------------------------------------- |
| Najgorszy film                            | Wiem, kto mnie zabił                                               |                                                                                  |
| Najgorszy film                            | Bratz                                                              |                                                                                  |
| Najgorszy film                            | Małolaty na obozie                                                 |                                                                                  |
| Najgorszy film                            | Norbit                                                             |                                                                                  |
| Najgorszy film                            | Państwo młodzi: Chuck i Larry                                      |                                                                                  |
| Najgorszy remake/„zrzynka” z innego filmu | Wiem, kto mnie zabił                                               |                                                                                  |
| Najgorszy remake/„zrzynka” z innego filmu | Bratz                                                              |                                                                                  |
| Najgorszy remake/„zrzynka” z innego filmu | Jak długo jeszcze?                                                 |                                                                                  |
| Najgorszy remake/„zrzynka” z innego filmu | Wielkie kino                                                       |                                                                                  |
| Najgorszy remake/„zrzynka” z innego filmu | Who’s Your Caddy?                                                  |                                                                                  |
| Najgorszy aktor                           | Eddie Murphy jako Norbit                                           | Norbit                                                                           |
| Najgorszy aktor                           | Nicolas Cage                                                       | Ghost Rider Skarb narodów: Księga tajemnic Next                                  |
| Najgorszy aktor                           | Jim Carrey                                                         | Numer 23                                                                         |
| Najgorszy aktor                           | Cuba Gooding Jr.                                                   | Małolaty na obozie Norbit                                                        |
| Najgorszy aktor                           | Adam Sandler                                                       | Państwo młodzi: Chuck i Larry                                                    |
| Najgorsza aktorka                         | Lindsay Lohan jako Aubrey/Dakota                                   | Wiem, kto mnie zabił                                                             |
| Najgorsza aktorka                         | Jessica Alba                                                       | Facet pełen uroku Fantastyczna Czwórka: Narodziny Srebrnego Surfera Przebudzenie |
| Najgorsza aktorka                         | Elisha Cuthbert                                                    | Sadysta                                                                          |
| Najgorsza aktorka                         | Diane Keaton                                                       | A właśnie, że tak!                                                               |
| Najgorsza aktorka                         | Logan Browning, Janel Parrish, Nathalia Ramos, Skyler Shaye        | Bratz                                                                            |
| Najgorszy aktor drugoplanowy              | Eddie Murphy jako pan Wong                                         | Norbit                                                                           |
| Najgorszy aktor drugoplanowy              | Orlando Bloom                                                      | Piraci z Karaibów: Na krańcu świata                                              |
| Najgorszy aktor drugoplanowy              | Kevin James                                                        | Państwo młodzi: Chuck i Larry                                                    |
| Najgorszy aktor drugoplanowy              | Rob Schneider                                                      | Państwo młodzi: Chuck i Larry                                                    |
| Najgorszy aktor drugoplanowy              | Jon Voight                                                         | Bratz Skarb narodów: Księga tajemnic Transformers Wrześniowy świt                |
| Najgorsza aktorka drugoplanowa            | Eddie Murphy jako Rasputia                                         | Norbit                                                                           |
| Najgorsza aktorka drugoplanowa            | Jessica Biel                                                       | Next Państwo młodzi: Chuck i Larry                                               |
| Najgorsza aktorka drugoplanowa            | Carmen Electra                                                     | Wielkie kino                                                                     |
| Najgorsza aktorka drugoplanowa            | Julia Ormond                                                       | Wiem, kto mnie zabił                                                             |
| Najgorsza aktorka drugoplanowa            | Nicollette Sheridan                                                | Czyściciel                                                                       |
| Najgorszy duet filmowy                    | Lindsay Lohan, Lindsay Lohan                                       | Wiem, kto mnie zabił                                                             |
| Najgorszy duet filmowy                    | Jessica Alba, i Hayden Christensen lub Dane Cook lub Ioan Gruffudd | Przebudzenie Facet pełen uroku Fantastyczna Czwórka: Narodziny Srebrnego Surfera |
| Najgorszy duet filmowy                    | każda z pary głównych bohaterek                                    | Bratz                                                                            |
| Najgorszy duet filmowy                    | Adam Sandler i Kevin James, lub Jessica Biel                       | Państwo młodzi: Chuck i Larry                                                    |
| Najgorszy duet filmowy                    | Eddie Murphy i Eddie Murphy                                        | Norbit                                                                           |
| Najgorsza reżyseria                       | Chris Sivertson                                                    | Wiem, kto mnie zabił                                                             |
| Najgorsza reżyseria                       | Dennis Dugan                                                       | Państwo młodzi: Chuck i Larry                                                    |
| Najgorsza reżyseria                       | Roland Joffé                                                       | Sadysta                                                                          |
| Najgorsza reżyseria                       | Brian Robbins                                                      | Norbit                                                                           |
| Najgorsza reżyseria                       | Fred Savage                                                        | Małolaty na obozie                                                               |
| Najgorszy scenariusz                      | Jeff Hammond                                                       | Wiem, kto mnie zabił                                                             |
| Najgorszy scenariusz                      | Geoff Rodkey, J. David Stem, David N. Weiss                        | Małolaty na obozie                                                               |
| Najgorszy scenariusz                      | Eddie Murphy, Charles Q. Murphy, Jay Scherick, David Ronn          | Norbit                                                                           |
| Najgorszy scenariusz                      | Barry Fanaro, Alexander Payne, Jim Taylor                          | Państwo młodzi: Chuck i Larry                                                    |
| Najgorszy scenariusz                      | Jason Friedberg, Aaron Seltzer                                     | Wielkie kino                                                                     |
| Najgorszy film udający horror             | Wiem, kto mnie zabił                                               |                                                                                  |
| Najgorszy film udający horror             | Hannibal. Po drugiej stronie maski                                 |                                                                                  |
| Najgorszy film udający horror             | Hostel 2                                                           |                                                                                  |
| Najgorszy film udający horror             | Obcy kontra Predator 2                                             |                                                                                  |
| Najgorszy film udający horror             | Sadysta                                                            |                                                                                  |
| Najgorszy prequel/sequel                  | Małolaty na obozie                                                 |                                                                                  |
| Najgorszy prequel/sequel                  | Evan Wszechmogący                                                  |                                                                                  |
| Najgorszy prequel/sequel                  | Hannibal. Po drugiej stronie maski                                 |                                                                                  |
| Najgorszy prequel/sequel                  | Hostel 2                                                           |                                                                                  |
| Najgorszy prequel/sequel                  | Obcy kontra Predator 2                                             |                                                                                  |